# Jacqueline de Baviera
Jacqueline de Baviera o Jacqueline de Wittelsbach (Le Quesnoy, 15 de julio de 1401–Teylingen, 8 de octubre de 1436) fue condesa de Henao, de Holanda, de Zelanda y Señora de Frisia.

## Biografía
Jacqueline era la única hija del duque Guillermo II de Baviera, conde de Henao, de Holanda, de Zelanda y de Frisia, y de Margarita de Borgoña Dampierre (1374–1441), hija de Felipe II de Borgoña, duque de Borgoña.
En 1406, se casó con Juan de Francia (1398–1417), hijo de Carlos VI de Francia y de Isabel de Baviera. 
Tras enviudar, contrajo matrimonio en 1418 con su primo el duque Juan IV de Brabante, hijo de su tío materno el duque Antonio de Brabante. Jacqueline de Baviera intentó anular su matrimonio por cuestiones de proximidad familiar, después de un acuerdo entre su marido y el tío de éste, Juan III de Baviera, quien quería despojarla de sus posesiones neerlandesas. 
Cansada de las dudas pontificias sobre la legitimidad de su matrimonio y buscando protección fuera de la casa de Borgoña, se casó nuevamente en 1423 con el duque Humberto de Gloucester, hijo de Enrique IV y hermano de Juan de Lancaster, duque de Bedfort, regente de Francia por su sobrino Enrique VI. Su anterior matrimonio no fue anulado definitivamente y este último fue invalidado. 
En 1427, Jacqueline de Baviera, última condesa «autónoma», fue obligada a entregar el condado de Henao y, sucesivamente, sus demás posesiones a su primo Felipe el Bueno, duque de Borgoña, conde de Flandes, Namur y Luxemburgo.
Se esposó por cuarta vez con el noble zelandés Frank van Borselen. Murió poco después de tuberculosis en Teylingen, el 8 de octubre de 1436, siendo inhumada en La Haya.